# 青空の果て
「青空の果て」（あおぞらのはて）は、2003年11月5日に発売。奥田美和子の3枚目のシングル。

## 概要
- 2001年初頭より活動休止していた奥田の約3年5ヶ月振りの復帰作。レコード会社移籍後第1弾。
- TBS系ドラマ『ヤンキー母校に帰る』の主題歌に使用。
- 累計約20万枚を売上。
- 本作より、作詞およびビジュアルプロデュースを作家の柳美里が手掛けることとなった。

## 収録曲
1. 青空の果て (4:43)
  - 作詞：柳美里　作曲：Rie　編曲：松浦晃久
  - TBS系ドラマ『ヤンキー母校に帰る』主題歌
  - バンドサウンドによるロックナンバー。歌詞は16歳の高校生が抱く絶望と希望をテーマに書かれている。同曲の別バージョンである楽曲「絶望の果て」も制作されており、アルバム『二人』に両方とも収録されている。
  - MVは歌唱と歌詞を重視する意向から、顔を黒く塗る・前髪で顔を隠す・モノクロ加工する等、ビジュアル面の露出を避けるように撮影された。
2. ブランコに揺れて (4:38)
  - 作詞：柳美里　作曲・編曲：コイケタカヒロ
  - 表題曲とは対照的に、アコースティックギターとヴァイオリンのみの伴奏で構成されたバラード。コアな奥田ファンは、この曲を好きな人が多い。
3. 青空の果て （Instrumental） (4:41)